# 15239 Stenhammar
15239 Stenhammar è un asteroide della fascia principale. Scoperto nel 1989, presenta un'orbita caratterizzata da un semiasse maggiore pari a 2,9815893 UA e da un'eccentricità di 0,0568831, inclinata di 9,07900° rispetto all'eclittica.
È dedicato a Wilhelm Stenhammar, compositore, pianista e direttore d'orchestra svedese.